# Čok
Čok je priimek v Sloveniji, ki ga je po podatkih Statističnega urada Republike Slovenije na dan 1. januarja 2010 uporabljalo 131 oseb in je med vsemi priimki po pogostosti uvrščen na 3415. mesto.

## Znani nosilci priimka
- Amalija Čok (1889—?), učiteljica
- Andrej Čok (1884—1942), šolnik in javni delavec
- Andrej Čok (1898—1995), agronom in strokovni pisec
- Anica Čok (1894—1970), učiteljica in prosvetna delavka
- Anton Čok (1878—1927), duhovnik
- Antonija Čok (1897—1978), učiteljica in kulturna delavka
- Boris Čok (*1951), zbiralec, igralec, raziskovalec kulturne krajine (dediščine Krasa)
- Gregor Čok, arhitekt
- Franc Svobodin Čok (1898—1922), začetnik tržaškega mladinskega gibanja
- Irena Čok (1977—2023), potapljačica, podvodna fotografinja
- Ivan Marija Čok (1886—1948), odvetnik, narodni delavec in politik
- Jelica Čok Žagar (1899—1988), učiteljica
- Jožef Čok (1899—1974), zidar, član organizacije TIGR
- Karel Čok (1880—1974), posestnik in društveni delavec
- Lucija Čok (*1941), pedagoginja, šolnica, rektorica, političarka
- Mihael Čok (2. pol. 18. stol.—začetek 19. stol.), organist, skladatelj
- Mirko Čok, slikar
- Mitja Čok (1969—2024), ekonomist, univ. prof., strok. za javne finance
- Radovan Čok (*1949), fotograf, filmski smenalec
- Stanko Čok (1897—1954), politični delavec
- Štefan Čok (*1983), zgodovinar in manjšinski politik v zamejstvu
- Tina Čok, kognitivna jezikoslovka, sinologinja
- Vida Čok (1931—2023), mednarodna pravnica
- Vojko Čok (*1946), ekonomist, bančnik, gospodarstvenik